# Вулиця В'ячеслава Чорновола (Полтава)
Вулиця В'ячесла́ва Чорново́ла — вулиця у Шевченківському районі Полтави. Пролягає від перехрестя з вулицею Володимира Козака, перетинає вулицю Соборності в самому центрі міста, вулицю Юліана Матвійчука та вулицю Шевченка, переривається територією Центрального ринку і потім від вулиці Героїв-чорнобильців доходить до вулиці Остапа Вишні.

## Історія
До 1901 року називалася Поштамтська і Новопоштамтська. До 1923 — Остроградського або Остроградська. До 2016 називалася на честь сталінського поплічника Куйбишева. Одна з радіальних магістралей, які мали відходити від Круглої площі за проектом міського центру 1805 року. Назву дістала від розміщених на ній двох губернських поштових установ: Малоросійського поштамту зі службами та кінного поштового двору. Поділялася як і тепер на три відрізки Корпусним парком і Центральним (тоді — Новоселівським) ринком. На території Новоселівського ринку в 1859—1870 рр. було зведено Преображенську церкву. Перспективу цього радіуса завершувала Всесвятська церква, таким чином вулиця доходила лише до вулиці Всесвятської (нині — Героїв-чорнобильців).
На початку своєї історії Поштамтська вулиця виходила на так звану Скатну площу, де до середини XIX ст. розташовувалися склади бочок із вином і горілкою, звідки їх розвозили по торгових точках, шинках, корчмах, трактирах. Після відкриття в Полтаві Іллінського ярмарку і пожвавлення торгівлі, на місці Скатної площі виникає новий ринок — Новоселівський базар. Купці, пов'язані з торгівлею спиртними напоями, залюбки перенесли Скатну площу за межі міста в район передмістя Супрунівки, де орендна плата за користування площею була набагато меншою, ніж у місті. Новоселівський базар називався так тому, що квартали, прилеглі до базарного майдану і району Поштамтської вулиці, носили назву Новоселівка.
До 1901 року вулиця мала дві назви залежно від положення на ній. Усі будинки, які знаходилися по непарній (тодішній парній) стороні, числилися за Поштамтською вулицею, яка простягалася лише від тогочасної вулиці Архиєрейської до Новополтавської. Усі ж будинки по парній (тодішній непарній) стороні офіційно вважалися розміщеними по вулиці Новопоштамтській, яка теж починалася від Архиєрейської, але проходила повз Базарну площу аж до Кладовищенського провулка (нині вул. Остапа Вишні). На вулиці тоді розміщувалися: гімназія Старицької (нині на цьому місці — школа-гімназія № 6), будинки і плац Полтавського кадетського корпусу, Полтавська перша чоловіча гімназія (нині — школа № 3), Поліцейська управа (нині на цьому місці будівля «Укртелекому»), Солдатська і Хабатська синагоги.
1901 року у зв'язку зі сторіччям від дня народження видатного земляка — математика Михайла Остроградського вулицю було перейменовано на Остроградську або Остроградського. Після 1923 року більшовицька влада назвала її на честь одного з чільних діячів сталінського режиму Куйбишева. На початку 2000-х рр. невеличким відтинком від вул. Володимира Козака до Корпусного парку вирішено вшанувати пам'ять визнаного борця за незалежність України, Героя України В'ячеслава Чорновола, тоді як більшість вулиці залишено зі старою назвою. І тільки в рамках виконання закону про декомунізацію 20 травня 2016 р. ім'я Чорновола дістала вся вулиця.